# Péninsule de Piaguine
La péninsule de Piaguine (en russe : Полуостров Пьягина) est une péninsule d'Asie du Nord-Est, située sur le territoire de l'oblast de Magadan en Russie.

## Géographie
Elle est située à l'est de Magadan. Sur la péninsule se trouve le cap Piaguine, le point le plus oriental de la péninsule.
Dans sa partie nord, la péninsule est principalement constituée de plaines. La partie sud est majoritairement montagneuse. Son point culminant est une montagne de 1 156 m de haut,.
Près de la péninsule, la profondeur de la mer peut atteindre 150 m. Les îles Iamsk sont une continuation tectonique de la péninsule.